# Jurij Wirt
Jurij Mykołajowycz Wirt, ukr. Юрій Миколайович Вірт (ur. 4 maja 1974 we Lwowie, Ukraińska SRR) – ukraiński piłkarz, grający na pozycji bramkarza, reprezentant Ukrainy, trener piłkarski.

## Kariera piłkarska

### Kariera klubowa
Wirt pochodzi ze Lwowa. Natomiast karierę piłkarską rozpoczął w mieście Stryj, w klubie Skała. W 1992 roku zadebiutował w barwach Skały w nowo powstałej ukraińskiej lidze. Przez kolejne cztery sezony z tym klubem występował w rozgrywkach drugiej ligi będąc pierwszym bramkarzem klubu, a przez kolejne dwa grał w zespole FK Lwów, który był spadkobiercą Skały. Latem 1997 Wirt przeszedł do pierwszoligowego Metałurha Donieck, w którym bronił przez dwa lata. W 1999 roku przeszedł do rywala zza miedzy, Szachtara Donieck, w którym wygrał rywalizację z Dmytro Szutkowem i przez dwa lata jako pierwszy bramkarz wywalczył dwa wicemistrzostwa Ukrainy oraz zadebiutował w rozgrywkach Ligi Mistrzów. W sezonie 2001/2002 został po raz pierwszy mistrzem kraju, ale wówczas bronił na przemian z Szutkowem i Wojciechem Kowalewskim. Latem 2002 wrócił do Metałurha i zajął z nim 3. miejsce w lidze. Sezon 2003/2004 rozpoczął w Doniecku, ale zakończył na wypożyczeniu do Borysfenu Boryspol. Następnie znów grał w Metałurhu, z którym w 2005 roku zajął 3. pozycję w lidze. W połowie sezonu 2006/2007 Wirt znów został zawodnikiem Szachtara i wywalczył z nim wicemistrzostwo kraju. Po zakończeniu sezonu 2010/11 przedłużył na pół roku swój kontrakt. Po zakończeniu sezonu 2011/12 zakończył karierę piłkarską.
| Sezon   | Klub              | Kraj    | Rozgrywki                | Mecze | Bramki |
| ------- | ----------------- | ------- | ------------------------ | ----- | ------ |
| 1992    | Skała Stryj       | Ukraina | Persza Liha              | 12    | 0      |
| 1992/93 | Skała Stryj       | Ukraina | Persza Liha              | 16    | 0      |
| 1993/94 | Skała Stryj       | Ukraina | Persza Liha              | 10    | 0      |
| 1994/95 | Skała Stryj       | Ukraina | Persza Liha              | 34    | 0      |
| 1995/96 | FK Lwów           | Ukraina | Persza Liha              | 25    | 0      |
| 1996/97 | FK Lwów           | Ukraina | Persza Liha              | 40    | 0      |
| 1997/98 | Metałurh Donieck  | Ukraina | Wyszcza Liha             | 25    | 0      |
| 1998/99 | Metałurh Donieck  | Ukraina | Wyszcza Liha             | 15    | 0      |
| 1999/00 | Szachtar Donieck  | Ukraina | Wyszcza Liha             | 30    | 0      |
| 2000/01 | Szachtar Donieck  | Ukraina | Wyszcza Liha             | 26    | 0      |
| 2001/02 | Szachtar Donieck  | Ukraina | Wyszcza Liha             | 8     | 0      |
| 2002/03 | Metałurh Donieck  | Ukraina | Wyszcza Liha             | 12    | 0      |
| 2003/04 | Metałurh Donieck  | Ukraina | Wyszcza Liha             | 3     | 0      |
| 2003/04 | Borysfen Boryspol | Ukraina | Wyszcza Liha             | 13    | 0      |
| 2004/05 | Metałurh Donieck  | Ukraina | Wyszcza Liha             | 17    | 0      |
| 2005/06 | Metałurh Donieck  | Ukraina | Wyszcza Liha             | 14    | 0      |
| 2006/07 | Metałurh Donieck  | Ukraina | Wyszcza Liha             | 16    | 0      |
| 2006/07 | Szachtar Donieck  | Ukraina | Wyszcza Liha             |       |        |
|         |                   |         | Łącznie w Wyszczej Lidze | 179   | 0      |

### Kariera reprezentacyjna
W reprezentacji Ukrainy zadebiutował 1 września 2001 roku w wygranym 2:0 meczu z Białorusią, rozegranym w ramach eliminacji do Mistrzostw Świata 2002. Wystąpił także w kolejnym meczu tych kwalifikacji, wygranym 3:0 z Armenią i od tego czasu w kadrze narodowej nie zagrał ani razu.

## Kariera trenerska
Po zakończeniu kariery piłkarskiej rozpoczął pracę szkoleniową. W lipcu 2012 dołączył do sztabu szkoleniowego Metałurha Donieck, w którym trenował bramkarzy drużyny U-19. 21 czerwca 2015 przeniósł się do Stali Dnieprodzierżyńsk. 30 grudnia 2016 dołączył do sztabu szkoleniowego Weresu Równe, a 6 czerwca 2017 stał na czele klubu. 29 grudnia 2017 opuścił Weres. 26 września 2018 objął posadę trenera Ruchu Winniki. 14 listopada 2018 po wygaśnięciu kontraktu opuścił lwowski klub.

## Sukcesy

### Sukcesy klubowe
- mistrz Ukrainy: 2002, 2008
- wicemistrz Ukrainy: 2000, 2001, 2007, 2009
- brązowy medalista Mistrzostw Ukrainy: 2003, 2005
- zdobywca Pucharu Ukrainy: 2001, 2002, 2008
- finalista Pucharu Ukrainy: 2009
- zdobywca Superpucharu Ukrainy: 2008
- zdobywca Pucharu UEFA: 2009

### Sukcesy indywidualne
- najlepszy bramkarz Mistrzostw Ukrainy (według gazety „Komanda”): 2000
- najlepszy bramkarz Mistrzostw Ukrainy (według gazety „Ukraiński Futbol”): 2000
- wybrany do listy 33 najlepszych piłkarzy Ukrainy: nr 1 (2000), nr 2 (1999)
- członek Klubu Jewhena Rudakowa: 102 mecze na „0”

### Odznaczenia
- tytuł Mistrza Sportu Ukrainy: 1998
- Medal „Za pracę i zwycięstwo”: 2009[8].